# ساندرو نیتسویچ
ساندرو نیتسویچ (کرواتی: Sandro Nicević؛ زادهٔ ۱۶ ژوئن ۱۹۷۶) بازیکن بسکتبال اهل کرواسی بود.
از باشگاه‌هایی که در آن بازی کرده‌است می‌توان به سیبونا زاگرب اشاره کرد.
وی در مسابقات کشوری و بین‌المللی در مجموع برندهٔ ۱ مدال نقره شده‌است.